# Hispaniola-aratinga
De Hispaniola-aratinga (Psittacara chloropterus; synoniem: Aratinga chloroptera) is een vogel uit de familie Psittacidae (papegaaien van Afrika en de Nieuwe Wereld).

## Kenmerken
De vogel is 32 cm lang; het is een overwegend groene papegaai-achtige die van onder meer geelachtig groen is. Sommige individuen hebben wat rode vlekken op de kop. Rond het oog is de naakte huid wit. Op de bovenkant van de vleugel zit een rode vlek. Ook de ondervleugeldekveren zijn daar rood gekleurd.

## Verspreiding en leefgebied
Deze soort is endemisch op Hispaniola, een eiland in de Caraïbische Zee. Op Guadeloupe en op Puerto Rico komen uit gevangenschap ontsnapte en verwilderde populaties voor.

## Status
De Hispaniola-aratinga heeft een beperkt en versnipperd verspreidingsgebied en daardoor is de kans op uitsterven aanwezig. De grootte van de populatie werd in 2012 door BirdLife International geschat op 1500 tot 7000 volwassen individuen en de populatie-aantallen nemen af door habitatverlies, jacht en het levend vangen. Om deze redenen staat deze soort als kwetsbaar op de Rode Lijst van de IUCN. Er gelden wel beperkingen voor de handel in deze aratinga, want de soort staat in de Bijlage II van het CITES-verdrag.